# Curtiss XP-22 Hawk
El Curtiss XP-22 Hawk fue un caza biplano experimental estadounidense de los años 20 del siglo XX, construido por Curtiss para ser evaluado por el Cuerpo Aéreo del Ejército de los Estados Unidos.

## Diseño y desarrollo
En 1929, el AAC ordenó tres P-11 Hawk para realizar pruebas con el motor H-1640 Chieftain de 447 kW (600 hp). Este motor fue un fracaso, y antes de terminar la construcción, uno de los tres aviones fue convertido para usar un motor Cyclone de 9 cilindros y 429 kW (575 hp), siendo completado como YP-20. Las pruebas con el R-1820 Cyclone se prolongaron, por lo que, en su lugar, el Ejército compró otro de los tres P-11. Éste se convirtió en el XP-22.
Se realizaron una serie de cambios para instalar el motor Curtiss V-1570 Conqueror de 520 kW (700 hp). El radiador fue recolocado, fue equipado con una nueva capota, y a la cola se le añadió más empenaje y menos área de timón, y presentaba una rueda de cola orientable, en lugar del patín original. Por estos cambios, Curtiss cobró sólo 1 dólar.
Durante las pruebas, el XP-22 sufrió una serie de alteraciones y mejoras, incluyendo un cambio del tren de aterrizaje de tres soportes a un único soporte aerodinámico, más tarde equipado con carenados en las ruedas. Se añadieron filetes donde los soportes se unían con el ala, y la cola fue ligeramente reducida en su área, como el estándar P-6. El XP-22 también fue el primer caza del Ejército capaz de alcanzar los 320 km/h, llegando a los 325 km/h.

## Historia operacional

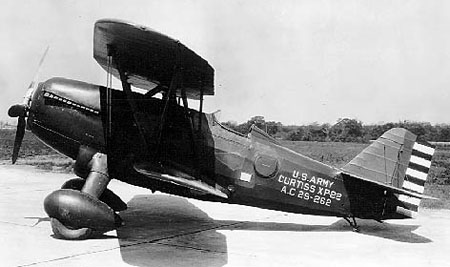
Vista lateral del XP-22.

En junio de 1931, el AAC celebró una competición para evaluar a los P-6, P-12, YP-20, y XP-22. El XP-22 resultó ganador, ganando un contrato por 45 aviones como Y1P-22. Tras las pruebas, el XP-22 donó un injerto de morro y tren de aterrizaje al YP-20, que se convirtió en el XP-6E, y los 45 aviones fueron completados a este estándar.

## Operadores
Estados Unidos
- Cuerpo Aéreo del Ejército de los Estados Unidos

## Especificaciones
Referencia datos: U.S.Fighters

### Características generales
- Tripulación: Uno (piloto)
- Longitud: 7,2 m (23,6 ft)
- Envergadura: 9,6 m (31,5 ft)
- Altura: 2,7 m (8,9 ft)
- Superficie alar: 23,4 m² (252 ft²)
- Peso vacío: 1178 kg (2596,3 lb)
- Peso máximo al despegue: 1521 kg (3352,3 lb)
- Planta motriz: 1× motor lineal V-12 refrigerado por agua Curtiss V-1570 Conqueror.
  - Potencia: 429 kW (591 HP; 583 CV)

### Rendimiento
- Velocidad máxima operativa (Vno): 325 km/h (202 MPH; 175 kt)
- Velocidad crucero (Vc): 276,8 km/h (172 MPH; 149 kt)
- Velocidad de entrada en pérdida (Vs): 98,2 km/h (61 MPH; 53 kt)
- Alcance: 917 km (495 nmi; 570 mi)
- Techo de vuelo: 8077 m (26 499 ft)

## Aeronaves relacionadas

### Secuencias de designación
- Secuencia Numérica (interna de Curtiss): ← 32 - 33 - 34 - 35 - 36 - 37 - 38 →
- Secuencia P-_ (Cazas (Pursuit) del USAAC/USAAF/USAF, 1924-1962): ← XP-19 - YP-20 - P-21 - XP-22 - P-23 - YP-24 - P-25 →